# Matt Reis
Matt Reis (Atlanta, Georgia, Estados Unidos; 28 de marzo de 1975) es un exfutbolista estadounidense. Jugaba de guardameta. Actualmente es el entrenador de porteros del Columbus Crew SC de la Major League Soccer.
Como futbolista, jugó toda su carrera en los Estados Unidos, donde vistió la camiseta del LA Galaxy, Orange County Waves y jugó por 10 temporadas por el New England Revolution.
Fue internacional absoluto con la selección de Estados Unidos en dos encuentros amistosos; un 0-0 contra Canadá en 2006 y la victoria por 3-1 sobre Dinamarca en 2007.
Desde de su retiro en 2013, trabaja como entrenador de arqueros.

## Clubes

### Como jugador

#### Clubes juveniles
| Periodo   | Club        |
| --------- | ----------- |
| 1993-1997 | UCLA Bruins |

#### Clubes como profesional
| Club                               | País           | Año       |
| ---------------------------------- | -------------- | --------- |
| Los Angeles Galaxy                 | Estados Unidos | 1998-2002 |
| Orange County Blue Star (préstamo) | Estados Unidos | 2000      |
| New England Revolution             | Estados Unidos | 2003-2013 |

### Como entrenador de arqueros
| Club                        | País           | Año           |
| --------------------------- | -------------- | ------------- |
| Los Angeles Galaxy          | Estados Unidos | 2014-2016     |
| Selección de Estados Unidos | Estados Unidos | 2017-2018     |
| Columbus Crew SC            | Estados Unidos | 2019-presente |

## Palmarés

### Como jugador

#### Títulos nacionales
| Título                 | Club                   | País           | Año  |
| ---------------------- | ---------------------- | -------------- | ---- |
| Copa MLS               | Los Angeles Galaxy     | Estados Unidos | 2002 |
| MLS Supporters' Shield | Los Angeles Galaxy     | Estados Unidos | 1998 |
| MLS Supporters' Shield | Los Angeles Galaxy     | Estados Unidos | 2002 |
| U.S. Open Cup          | Los Angeles Galaxy     | Estados Unidos | 2001 |
| U.S. Open Cup          | New England Revolution | Estados Unidos | 2007 |

#### Títulos internacionales
| Título                           | Club                   | País           | Año  |
| -------------------------------- | ---------------------- | -------------- | ---- |
| Copa Oro de la Concacaf          | Estados Unidos         | Estados Unidos | 2005 |
| Liga de Campeones de la Concacaf | Los Angeles Galaxy     | Estados Unidos | 2000 |
| SuperLiga Norteamericana         | New England Revolution | Estados Unidos | 2008 |